# Cantó de Dijon-2
El cantó de Dijon-2 és un cantó francès del departament de Costa d'Or, situat al districte de Dijon. Té 8 municipis part del de Dijon.

## Municipis
- Arc-sur-Tille
- Bressey-sur-Tille
- Chevigny-Saint-Sauveur
- Couternon
- Crimolois
- Dijon (part)
- Quetigny
- Remilly-sur-Tille
- Sennecey-lès-Dijon

## Història
| Data d'elecció                           | Identitat        | Partit | Qualitat |
| ---------------------------------------- | ---------------- | ------ | -------- |
| 1973-1976                                | Jean Veillet     | CNI    |          |
| 1976-1988                                | Roger Rémond     | PS     |          |
| 1988-2001                                | Hervé Vouillot   | PS     |          |
| 2001-                                    | Michel Bachelard | PS     |          |
| les dades anteriors no són pas conegudes |                  |        |          |
|                                          |                  |        |          |